# Banco Nacional de San Carlos
El Banco Nacional de San Carlos fue una entidad bancaria española creada por el rey Carlos III el 2 de junio de 1782. 

## Historia

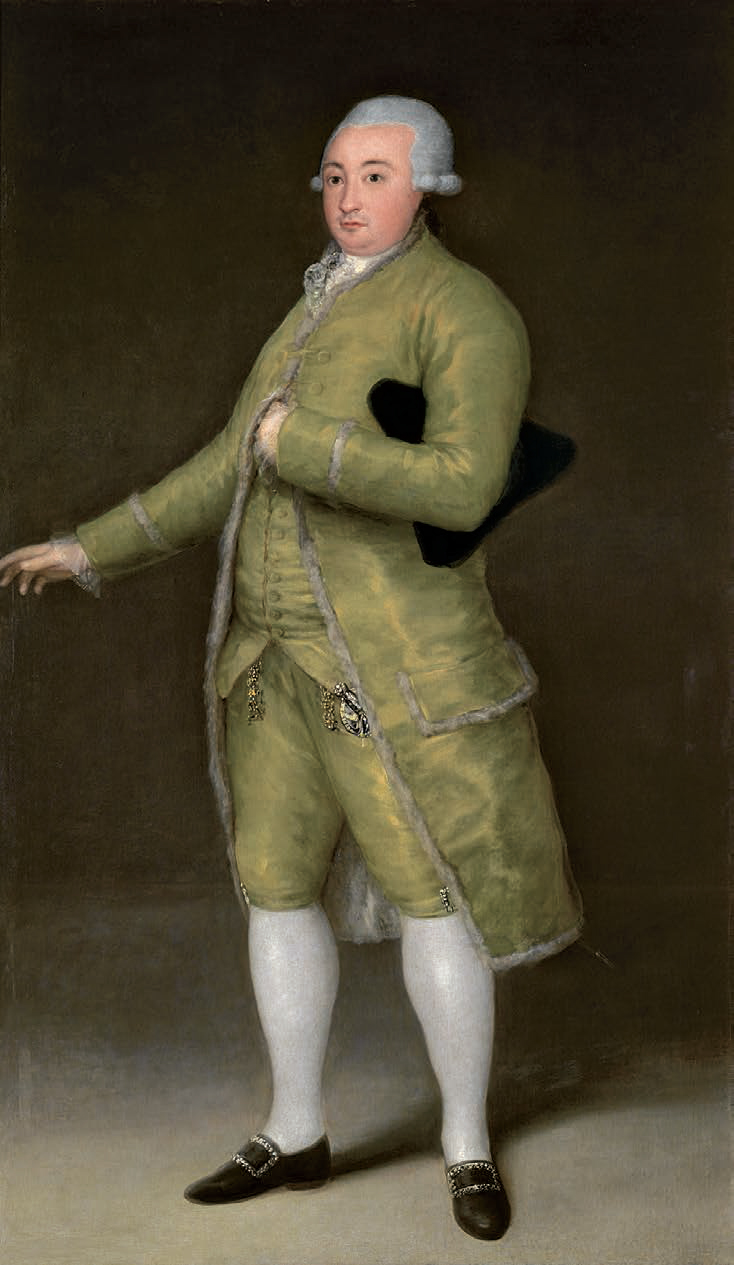
Francisco Cabarrús, primer director del Banco de San Carlos, pintado por Francisco de Goya en 1788.

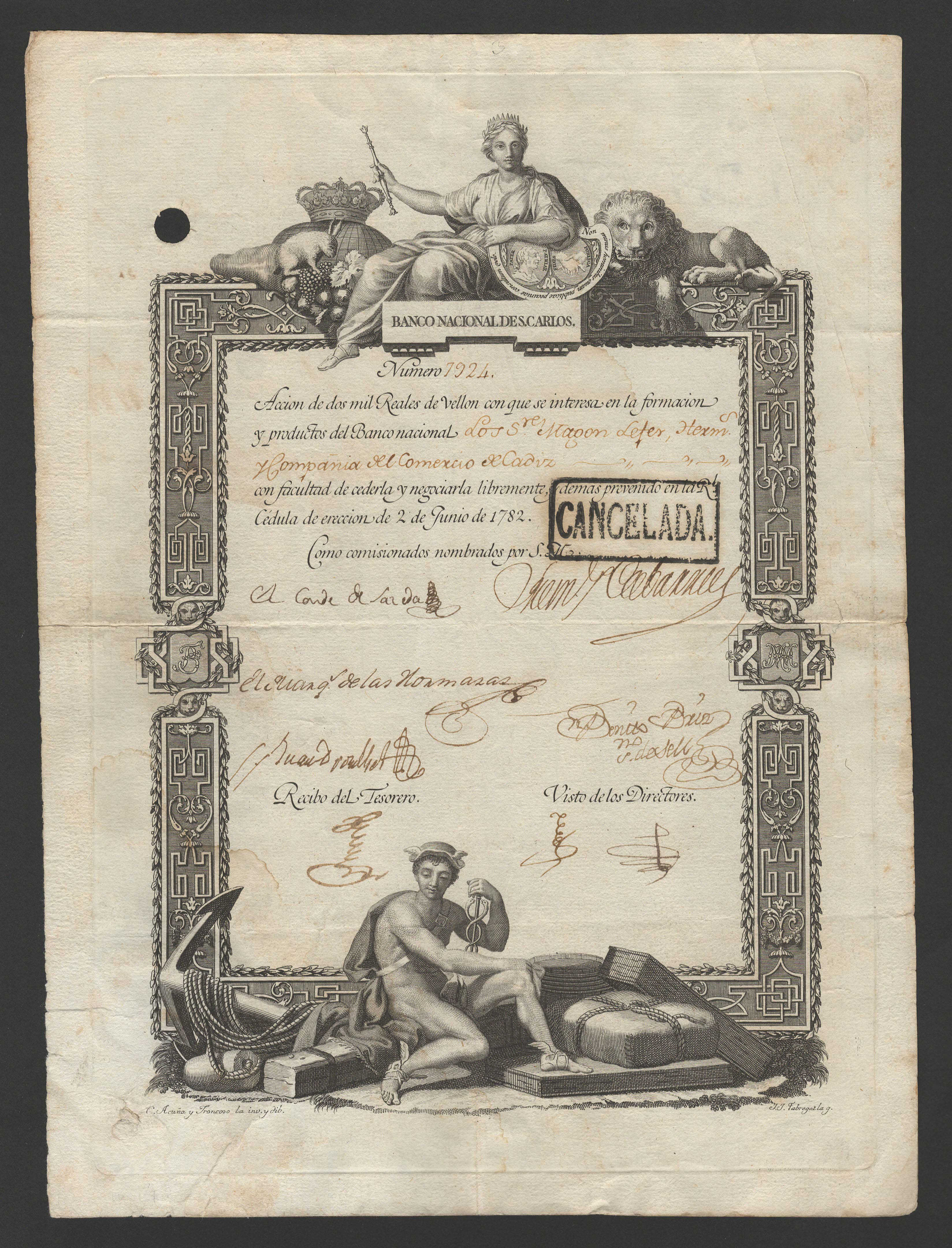
Billete a nombre de Sr Dn Luys Boccherini entregado por el Banco de San Carlos.

En el año 1782, el rey Carlos III creó en Madrid una entidad de carácter privado (es decir, no era estatal), aunque nació bajo la protección real. Se llamó Banco Nacional de San Carlos. Al año siguiente de su institución empezó a emitir los primeros billetes llamados cédulas. Estas cédulas garantizaban un inmediato reembolso en metálico, reembolso que efectuaría el propio banco emisor. Se canjeaban al portador, sin producir ningún interés, lo cual las diferenciaba de los títulos de deuda. 
En 1782 se celebró la primera junta del banco, que nombró director a Francisco Cabarrús. Fueron emitidos billetes y se intentó atraer depósitos. En 1785 la dirección recaía en Cabarrús y el marqués de Astorga, y el secretaría del Consejo recaía en Benito Briz. En su Junta general de Accionistas, celebrada el 29 de diciembre de 1785, se aprobaron una serie de acuerdos, entre otros la prórroga de los directores bienales honorarios, señores marqueses de Astorga y de Tolosa. En el punto décimo del orden del día se solicitó la aprobación de "una comisión para examinar los libros y cuentas del banco y desagraviar a sus individuos de las calumnias que se habían esparcido contra ellos, la Junta general se negó a las instancias repetidas de los Directores, y manıfestó por la aclamacıón más unánime la confianza y satisfacción que tenía de sus tareas y de la prosperidad de este establecimiento".
Entre el 29 de marzo y el 2 de abril de 1789 tuvo lugar la séptima Junta General de accionistas del banco. Se conserva el acta de las sesiones y la composición de su Junta de Dirección y accionariado (o apoderados de los mismos). La Junta está compuesta por trece miembros; como directores bienales figuran: marqués de Velamazán; marqués de Astorga (director nato); marqués de Castrillo; conde de Revilla Gigedo; Francisco Cabarrús (director nato) e Ignacio de Heredia; como directores fixos del giro: Pedro Bernardo Casamayor y Antonio Galabert; como directores de provisiones: Juan Bautista Rossi; como tenedor general de libros: Pedro Davout; como caxero general: Pedro Pauca; como secretario: Benito Briz; como procurador general de los reynos: Pedro Manuel Sáenz de Pedroso, regidor perpetuo de la ciudad de Valladolid.
El banco realizó diversas inversiones y en 1793 abrió una oficina en París. En 1790, ante diversas irregularidades, Cabarrús fue encarcelado hasta su rehabilitación en 1796. Durante la guerra de la Independencia, Cabarrús permaneció fiel a José I Bonaparte, mientras que otros gestores se trasladaron a Cádiz. Reunificada la directiva en 1814, el banco alargó su existencia, cargado de deudas, hasta 1829. El capital restante tras saldarlas se destinó al nuevo Banco de San Fernando.
Sin embargo, los billetes en cuestión, las cédulas, no tuvieron ningún éxito. Además, en el transcurso de los años hubo irregularidades y pérdidas, hasta tal punto que Cabarrús, director del Banco, tuvo que responder con la cárcel durante 6 años. 
En 1829, Luis López Ballesteros, ministro de Hacienda del rey Fernando VII, además de tomar ciertas medidas financieras muy acertadas, concibió la idea de dotar al Banco de San Carlos con un fondo de 40 millones de reales. Con esta ayuda los accionistas, decidieron fundar una nueva institución con el nombre de Banco de San Fernando (por ser rey Fernando VII). Este nuevo banco consiguió la facultad de emitir billetes en régimen de monopolio, y el mundo de las finanzas le sonrió hasta que, pasados 15 años, le llegó la competencia. 
La competencia fue el Banco de Isabel II (en Madrid), y el Banco de Barcelona. Los tres bancos tenían poder para imprimir y poner en circulación el papel moneda. Precisamente en la circulación de billetes es donde se mostró más fuerte y competitivo el Banco de Isabel II. En otros aspectos de las finanzas, cada uno tenía su sector y no interferían uno sobre otro.
Pasados 3 años, en 1847, ambos bancos de Madrid se fusionaron, salvándose así de una crisis financiera bastante seria. La fusión tomó el nombre de Banco Español de San Fernando. Los cambios que se iban sucediendo llevaban una carrera imparable, haciendo frente a las demandas, a los nuevos tiempos y necesidades. Una de estas necesidades fue la de abrir sucursales de la entidad en las principales provincias de España, y poco después darles la facultad de emitir billetes, con independencia de la sede madrileña.

## Funciones
Sus funciones básicas consistían en convertir los vales reales y descontar efectos al 4%; contratar el suministro militar con una comisión del 10%, y pagar la deuda exterior, con un beneficio del 1%. Se pretendía que el capital fuera suscrito por particulares, pero los inversores se mostraron reacios. Por ello, se obligó a comprar acciones a funcionarios e instituciones diversas. 
El carácter de vale canjeable por moneda duró hasta la Guerra Civil, por eso todos los billetes llevaban la leyenda, El Banco de España pagará al portador.... La frase sobrevivió hasta 1976, pero había perdido valor legal desde la Ley de noviembre de 1939.